# EX-303
La EX-303 es una carretera de titularidad de la Junta de Extremadura. Su categoría es local. La denominación oficial es   EX-303 , de Aliseda a Alburquerque.

## Historia de la carretera
Es la antigua C-521, cuya nomenclatura cambió a   EX-303  al redefinirse la Red de Carreteras de Extremadura en 1997.

## Inicio
Tiene su origen en la intersección con la N-521, en la localidad de Aliseda.

## Final
El final está en la intersección con la EX-302, cerca de la localidad de Alburquerque.

## Trazado, localidades y carreteras enlazadas
La longitud de la carretera es de 37.510 m, de los que 13.360 discurren por la provincia de Cáceres y el resto, 24.150 m, por la provincia de Badajoz.
Su desarrollo es el siguiente:
| P. K.           | HITO                                  |
| --------------- | ------------------------------------- |
| 0+000           | Inicio: N-521 (Aliseda)               |
| 0+000 - 0+420   | Travesía de Aliseda                   |
| 2+790           | Intersección CC-140                   |
| 13+360          | Límite de provincia de Badajoz        |
| 14+190          | Intersección EX-325 (Villar del Rey)  |
| 20+790 - 20+860 | Puente sobre el río Zapatón           |
| 21+460 - 21+500 | Puente sobre el Arroyo de las Murtas  |
| 25+920 - 26+030 | Puente sobre la Rivera de Albarragena |
| 27+520 - 27+530 | Puente sobre el Arroyo de los Maderos |
| 30+030 - 30+060 | Puente sobre el Arroyo del Soldado    |
| 37+510          | Fin: EX-302 (Alburquerque)            |

## Otros datos de interés
(IMD, estructuras singulares, tramos desdoblados, etc.).
La carretera tiene una plataforma de __ metros, con dos carriles de __ metros y dos arcenes de __ metros.
Los datos sobre Intensidades Medias Diarias en el año 2006 son los siguientes:
| P. K.  | IMD | Ligeros | Pesados | % Pesados |
| ------ | --- | ------- | ------- | --------- |
| 3+000  | 561 | 524     | 37      | 6,6       |
| 23+000 | 307 | 284     | 23      | 7,6       |

## Evolución futura de la carretera
La carretera se encuentra acondicionada dentro de las actuaciones previstas en el Plan Regional de Carreteras de Extremadura.